# Яралов, Юрий Степанович
Юрий Степанович Яралов (Яралян) (1911—1983) — советский, российский учёный-архитектор, теоретик и историк архитектуры. Народный архитектор СССР (1981). Доктор архитектуры (1967). Профессор (1971)

## Биография

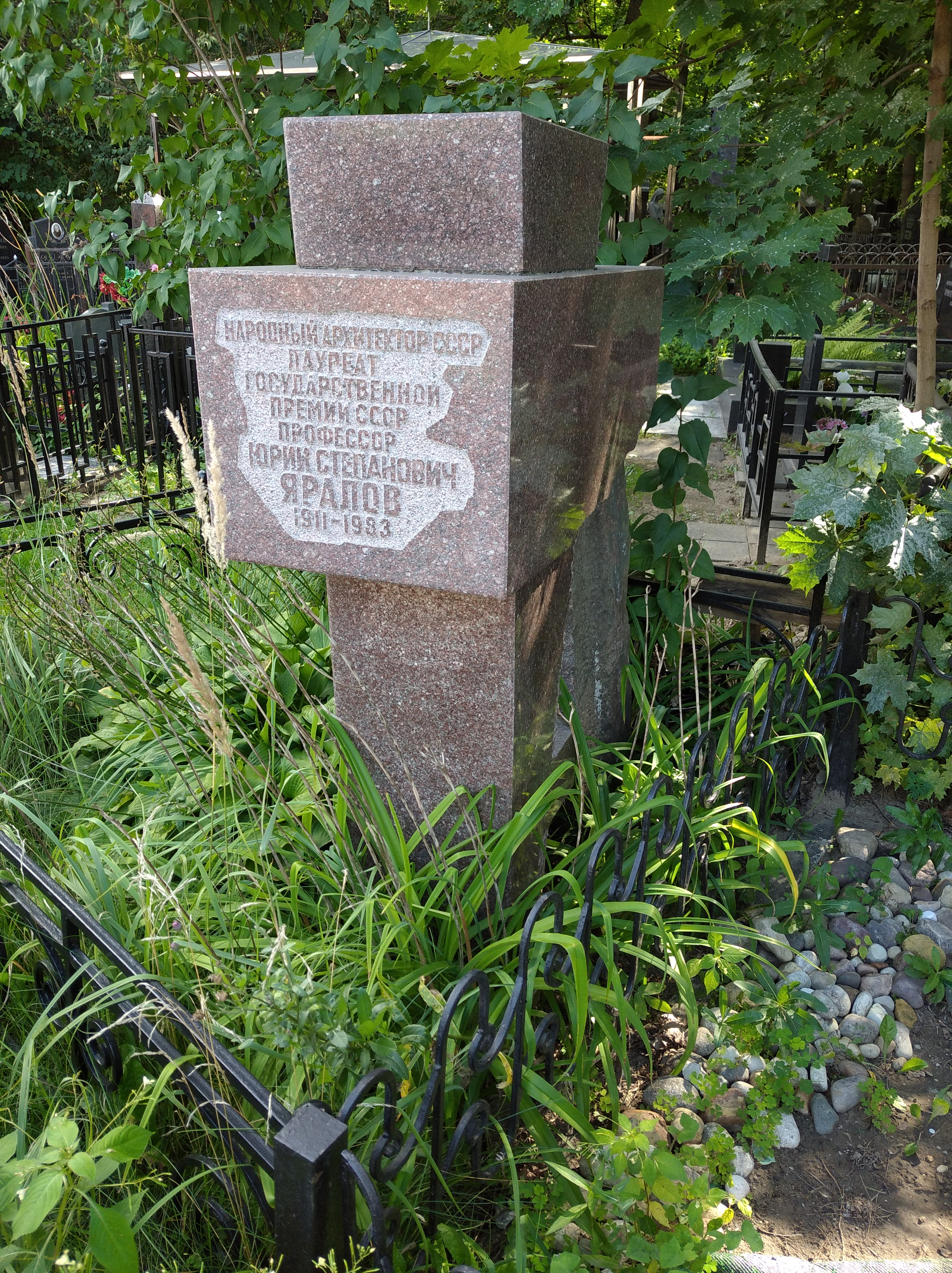
Могила Ю. С. Яралова

Юрий Яралов родился 24 августа (6 сентября) 1911 года в Тифлисе (ныне Тбилиси, Грузия) (по другим источникам — в Баку).
Имеет армянское происхождение. Отец — армянин, офицер царской армии, мать, Елена Сергеевна — русская. Но мать с отцом рано расстались, вскоре отец погиб. Рос в семье отчима, Гургена Арутюновича.
В 1937 году окончил Бакинский индустриальный институт (ныне Азербайджанский государственный университет нефти и промышленности).
Как архитектор работал в различных городах страны: Баку (Азербайджан), Армения. Ему удалось реализовать несколько проектов, в том числе театр в Аштараке, рельефы на фасадах которого он «доверил» исполнить Р. С. Исраеляну. Восьмиапсидная церковь VII века Зоравар в Егварде стала темой его кандидатской диссертации.
Уехал в Москву, в аспирантуру и остался там на все годы жизни. В 1936 году вступил в Союз архитекторов СССР. В 1943 году вступил в КПСС.
В 1939 году поступил в аспирантуру Академии архитектуры СССР. В 1947 году защитил кандидатскую диссертацию, а в 1967 году — докторскую. С 1971 года — профессор ВЗИСИ.
С 1945 года работал в Центральном научно-исследовательском институте теории и истории архитектуры (ЦНИИТИА) старшим научным сотрудником, руководителем сектора. С 1974 года — директор ЦНИИТИА.
Автор трудов по теории и истории архитектуры (18 книг и брошюр, более 300 научных статей). В 1940—1950-е годы в Москве издал несколько книг, посвящённых армянской архитектуре: егвардскому памятнику, средневековой архитектуре в целом, архитектуре Еревана. В 1951 году издал иллюстрированную монографию, посвященную творчеству А. Таманяна. Руководитель многотомника «Всеобщая история архитектуры».
С 1957 года — член Комитета по Ленинским и Государственным премиям СССР в области литературы, искусства и архитектуры при Совете Министров СССР. Член Президиума Союза архитекторов СССР с 1965 года, секретарь правления Союза архитекторов СССР с 1975 года.
Скончался 29 января 1983 года в Москве. Похоронен на Армянском кладбище.

## Награды и звания
- Народный архитектор СССР (1981)[3]
- Заслуженный архитектор РСФСР (1973)[4]
- Государственная премия СССР (1979)[3] — за «Всеобщую историю архитектуры» в 12 томах
- Доктор архитектуры (1967)[3]
- Медаль «Дружба» (Монголия)[3]